# Tibeti Autonóm Terület
A Tibeti Autonóm Terület (tibeti: བོད་རང་སྐྱོང་ལྗོངས།, tibeti nyelven: Bö rang kjong dzsong,  Wylie:Bod-rang-szkjong-ldzsongsz, kínai: 西藏自治区, pinjin: Xīzàng Zìzhìqū, magyar átírás: Hszicang Cecsecsü) a Kínai Népköztársaság tartományi szintű autonóm régiója. Tartományi székhelye és legnagyobb városa Lhásza.

## Történelem
Tibet történelméről lásd részletesen: Tibetről, mint földrajzi tájról szóló szócikk Történelem szakaszát.

## Közigazgatás
A Tibeti autonóm tartomány egy prefektúra szintű városra és hat prefektúrára van felosztva:
Prefektúra szintű város:
- Lhásza (tibeti (Wylie átírás): lha sa grong khyer; egyszerűsített kínai: 拉萨市; pinjin: Lāsà Shì)

Prefektúrák:
- Nagqu Prefektúra (nag chu sa khul; 那曲地区; Nàqū Dìqū)
- Qamdo Prefektúra (chab mdo sa khul; 昌都地区; Chāngdū Dìqū)
- Nyinchi Prefektúra (nying khri sa khul; 林芝地区; Línzhī Dìqū)
- Shannan Prefektúra (lho kha sa khul; 山南地区; Shānnán Dìqū)
- Xigaze Prefektúra (gzhis ka rtse sa khul; 日喀则地区; Rìkāzé Dìqū)
- Ngari Prefektúra (mnga' ris sa khul; 阿里地区; Ālǐ Dìqū)

## Népesség
| 2014 | 3 180 000 |
| 2020 | 3 648 100 |